# 阿尔比昂河大桥
阿尔比昂河大桥是1号加利福尼亚州州道跨过阿尔比昂河的一座桁架桥，位于门多西诺县阿爾比昂附近，1944年建成通车，也是1号加利福尼亚州州道最后一座木制桥梁，2017年7月列入美国國家史蹟名錄。